# Jack Clarke (fotbollsspelare)
Jack Clarke, född 11 november 2000 i York, är en engelsk fotbollsspelare (anfallare eller yttermittfältare) som spelar för Ipswich Town. Han har beskrivits som en klassisk ytter som rör sig längs kanten och tar sig in bakom ytterbackar.

## Klubblagskarriär

### Leeds United
Clarke fostrades i Leeds Uniteds fotbollsakademi och skrev sitt första proffskontrakt med klubben på sin 17-årsdag, den 11 november 2017. Han var då redan tongivande i såväl U18- som U23-laget, och hade attraherat intresse från Premier League-klubben Manchester City. Han togs för första gången ut i a-lagstruppen till en bortamatch mot Millwall den 16 september 2018, efter att klubbens två mest meriterade anfallare, Patrick Bamford och Kemar Roofe, bägge drabbats av skador inom loppet av några dagar. Den 6 oktober 2018 gjorde Clarke sin seniordebut för Leeds med ett inhopp i den 70:e minuten mot Brentford hemma, en seriematch som slutade 1–1.
Under hösten och vintern fick Clarke förnyat förtroende med en rad inhopp. Den 1 december spelade han fram till segermålet mot Sheffield United, och den 23 december gjorde han sitt första seniormål för Leeds borta mot Aston Villa, en reducering till 2–1 i en match som skulle sluta med seger 2–3. Han blev samtidigt Leeds Uniteds yngsta målgörare sen Simon Walton 2005. En vecka senare, på nyårsdagen 2019, gjorde Clarke sitt andra mål som inhoppare när Leeds förlorade med 4–2 borta mot Nottingham Forest. I januari månads transferfönster 2019 ådrog sig Clarke omfattande transferspekulationer, och Crystal Palace ville värva honom, men Leeds vidhöll att spelaren inte var till salu.
Den 9 februari 2019, i den 82:a minuten av Leeds Uniteds bortamatch mot Middlesbrough, kollapsade Clarke på avbytarbänken efter att ha bytts ut i halvtid. Matchen stoppades under flera minuter medan han fick syrgas och annan behandling av bägge klubbars medicinska personal. Clarke togs till sjukhus efter matchen men fick åka hem sent samma kväll. Clarke spelade sammanlagt 25 matcher i alla tävlingar för Leeds United under sin debutsäsong.

### Tottenham Hotspur
Den 2 juli 2019 värvades Clarke av Premier League-klubben Tottenham Hotspur för en övergångssumma som angavs ligga på 10 miljoner pund inledningsvis, med möjlighet till att stiga beroende på olika klausuler.

#### Utlåningar
Clarke lånades omedelbart efter övergången till Tottenham tillbaka till Leeds United för hela säsongen 2019/2020. Den 16 januari 2020 lånades Clarke istället ut till Queens Park Rangers på ett låneavtal över resten av säsongen 2019/2020.
Den 14 januari 2021 lånades Clarke ut till Stoke City på ett låneavtal över resten av säsongen 2020/2021. Den 26 januari 2022 lånades han ut till Sunderland på ett låneavtal över resten av säsongen 2021/2022.

### Sunderland
Den 9 juli 2022 värvades Clarke av Sunderland, där han skrev på ett fyraårskontrakt.

### Ipswich Town
Den 24 augusti 2024 värvades Clarke av nyuppflyttade Premier League-klubben Ipswich Town, där han skrev på ett femårskontrakt.